# Ogljikova detonacija
Ogljikova detonacija je podobna helijevemu blišču, le da se tu ukinitev degenerirane neaktivne sredice zgodi, ko je sredica sestavljena iz ogljika in kisika. Gre za velikansko korenito spremembo zvezde, ki je zelo podobna eksploziji supernove, le da se vse spremembe dogajajo v sami sredici zvezde, zaradi česar neposredno napihnjenje zveze ni vidno v njeni fotosferi. Izsev takšne sredice doseže tudi celoten izsev Galaksije, ki znaša sto milijard Sonc, le da se celoten proces zgodi v delčku sekunde.
Te zvezde so bistveno masivnejše od našega Sonca in imajo zadostno, da v njihovih središčih stečejo reakcije zlivanja ogljika in kisika, ki se začno zlivati v elemente, kot so na primer neon, magnezij in silicij. Po tej stopnji razvoja masivnih zvezd se zvezda zopet skrči in segreje in se njeno sesedanje zaustavi, ko doseže od 3 do 10 polmerov Sonca. Tipična masa zvezdne sredice mora znašati dovolj, da stečejo reakcije zlivanja ogljika preko trojnega alfa procesa v neon in kasnejše kemične elemente. Ta znaša približno 4 mase Sonc.